# La Palma
La Palma er den nordvestligste af Kanarieøerne og med et areal på 706 km² den femtestørste af øerne. Befolkningstallet er på 85.000 hvoraf de 18.000 (2003 data) bor i hovedbyen Santa Cruz de la Palma.
La Palma er ligesom de andre kanarieøer skabt pga. vulkansk aktivitet og på øen findes et af verdens vigtigste astronomiske observatorier: Observatorio del Roque de los Muchachos, med bl.a. meridiankredsen fra Brorfelde og Nordisk Optisk Teleskop (NOT).
Et areal på 872,50   km² blev i 1983 udpeget til biosfærereservat under UNESCOs Menneske og biosfære-programmet.